# IC 1729
IC 1729 — галактика типу E-S0 (еліптична спіральна галактика) у сузір'ї Піч.
Цей об'єкт міститься в оригінальній редакції індексного каталогу.